# ایستگاه وان متروپولیتن سنتر
ایستگاه وان متروپولیتن سنتر (انگلیسی: Vaughan Metropolitan Centre station) یک ایستگاه حمل و نقل سریع در وان (شهرک) تورنتو، کانادا است. ایستگاه وان متروپولیتن سنتر در ۱۷ دسامبر ۲۰۱۷ افتتاح ش و پایانه شمالی بخش غربی متروی تورنتو خط یک یانگ–یونیورسیتی است.